# Pyriglenini
Pyriglenini – plemię ptaków z rodziny chronkowatych (Thamnophilidae).

## Występowanie
Plemię obejmuje gatunki występujące w Ameryce Środkowej i Południowej.

## Systematyka
Do plemienia należą następujące rodzaje:
- Poliocrania Bravo, M.L. Isler & Brumfield, 2013 – jedynym przedstawicielem jest Poliocrania exsul (P.L. Sclater, 1859) – gołoliczek
- Ampelornis M.L. Isler, Bravo & Brumfield, 2013 – jedynym przedstawicielem jest Ampelornis griseiceps (Chapman, 1923) – andomrowiniec
- Sipia Hellmayr, 1924
- Myrmoderus Ridgway, 1909
- Hypocnemoides Bangs & T.E. Penard, 1918
- Hylophylax Ridgway, 1909
- Sclateria Oberholser, 1899 – jedynym przedstawicielem jest Sclateria naevia (J.F. Gmelin, 1788) – potoczak
- Myrmelastes P.L. Sclater, 1858
- Myrmeciza G.R. Gray, 1841 – jedynym przedstawicielem jest Myrmeciza longipes (Swainson, 1825) – mrowiniec
- Rhopornis Richmond, 1902 – jedynym przedstawicielem jest Rhopornis ardesiacus (zu Wied, 1831) – gajowiec
- Myrmoborus Cabanis & F. Heine Sr., 1860
- Gymnocichla P.L. Sclater, 1858 – jedynym przedstawcielem jest Gymnocichla nudiceps (Cassin, 1850) – gołoczółek
- Akletos Dunajewski, 1948
- Hafferia M.L. Isler, Bravo & Brumfield, 2013
- Percnostola Cabanis & F. Heine Sr., 1860
- Pyriglena Cabanis, 1847